# The Greater of Two Evils
The Greater of Two Evils ist ein Musikalbum der US-amerikanischen Band Anthrax. Es erschien am 23. November 2004 auf dem in Donzdorf ansässigen Label Nuclear Blast und ist dem Genre des Thrash Metal zuzuordnen.
Die Lieder auf diesem Album sind ausschließlich Neuaufnahmen alter Stücke der Band und stammen aus den Jahren 1984 bis 1990. Ähnliche Neuaufnahmen hatten bereits 1984 mit dem damaligen Sänger Joey Belladonna stattgefunden, der für die EP Armed & Dangerous einige Lieder des Vorgängeralbums Fistful of Metal eingesungen hatte.

## Vorgeschichte und Entstehung
2003 hatten Anthrax, frisch erweitert um den Gitarristen Rob Caggiano, das Studioalbum We’ve Come for You All aufgenommen. Dies war das erste Album seit 1998 und wurde von Fachpresse und Fans hervorragend aufgenommen. Im Anschluss an die Veröffentlichung konnte die Band mit kurzen Unterbrechungen auf eine 18 Monate dauernde und 176 Auftritte umfassende Welttournee u. a. mit Motörhead und Dio gehen. Noch während dieser Tour entschied die Band aufgrund der ständigen Nachfragen von Fans, Lieder aus der Frühphase der Band neu aufzunehmen, da der damalige Sänger John Bush auf der Bühne noch viele Lieder zum Besten gab, die für seinen Vorgänger Joey Belladonna komponiert worden waren. Die Band beschloss, die Idee eher spontan umzusetzen, und ließ anhand einer Abstimmung auf der Website der Band die Fans die neu aufzunehmenden Nummern bestimmen.
Die Aufnahmen fanden eher kurzfristig am 24. und 25. Januar in den New Yorker Avatar Studios statt. Zuvor hatte die Band lediglich einige Tage damit verbracht, sämtliche Lieder gemeinsam zu proben. Bemerkenswert ist, dass die Aufnahmen „live“ stattfanden und alle Musiker gleichzeitig aufgenommen wurden. Abgemischt wurde das Album von Gitarrist Rob Caggiano, teilweise unter Assistenz von Michael Rich, Anthony Ruotolo und dem Armored-Saint-Bassisten Joey Vera. Da zeitgleich die Arbeiten an der Konzert-DVD Music of Mass Destruction stattfanden, konnte das Album erst im November 2004 veröffentlicht werden. Der ursprüngliche lateinische Albentitel Metallum Maximum Aeternum wurde kurz vor dem Release verworfen und das Album stattdessen The Greater of Two Evils genannt.
Im Booklet des Albums sind von Scott Ian und der Band sowie einem Fan verfasste Linernotes und auch Bilder der Band inmitten von Fans zu finden. Das Plattencover wurde von Shepard Fairey und Chris Peasley entworfen und gezeichnet. Zu sehen ist neben an japanische Heraldik erinnernden Zeichnungen und dem Bandlogo auch ein japanischer Katakana-Schriftzug, der nach Angaben von Scott Ian eine Transkription des Begriffs "Thrash Metal" darstellt.

## Ausgaben
Nuclear Blast veröffentlichte das Album in drei Versionen:
- CD im Jewel Case mit 14 Titeln,
- Doppel-CD im Digipack mit 17 Titeln, davon die letzten drei auf einer Bonus-CD, sowie
- Doppel-LP mit 17 Titeln.

## Herkunft der Lieder
Im Mittelpunkt des Albums stehen Neuaufnahmen von Liedern, die mit dem Sänger Joey Belladonna gemacht wurden. Daneben sind auch einige Lieder vom Debütalbum enthalten, auf dem noch Neil Turbin für den Gesang verantwortlich war. Im Einzelnen verteilen sich die Lieder auf folgende Alben:
- „Fistful of Metal“ (1984) mit drei bzw. vier Liedern: „Deathrider“, „Metal Thrashing Mad“, „Panic“, „Anthrax“ (Bonustrack)
- „Spreading The Disease“ (1985) mit drei bzw. vier Liedern: „A.I.R.“, „Madhouse“, „Gung-Ho“, „Lone Justice“ (Bonus)
- „Among the Living“ (1987) mit fünf Liedern: „Among the Living“, „Caught in a Mosh“, „I am the Law“, „Indians“, „N.F.L.“
- „State of Euphoria“ (1988) mit einem Lied: „Be All, End All“
- „Persistence of Time“ (1990) mit zwei bzw. drei Liedern: „Keep it in the Family“, „Belly of the Beast“, „In My World“ (Bonus)

## Titelliste
1. Deathrider (03:04)
2. Metal Thrashing Mad (02:47)
3. Caught in a Mosh (05:27)
4. A.I.R. (06:21)
5. Among the Living (05:52)
6. Keep it in the Family (07:25)
7. Indians (06:38)
8. Madhouse (04:26)
9. Panic (03:35)
10. I am the Law (06:03)
11. Belly of the Beast (05:42)
12. N.F.L. (05:57)
13. Be All, End All (06:29)
14. Gung-Ho (03:32)
Gesamtspielzeit: 73:18
Bonustracks von Digipack- und LP-Ausgabe:
15. Anthrax (3:04)
16. Lone Justice (4:36)
17. In My World (6:29)
Gesamtspielzeit: 87:27